# Trachelas pusillus
Espèce
Trachelas pusillus est une espèce d'araignées aranéomorphes de la famille des Trachelidae.

## Distribution
Cette espèce se rencontre en Afrique du Sud et au Lesotho.

## Description
Le mâle holotype mesure 1,9 mm.
Le mâle décrit par Haddad et Lyle en 2025 mesure 1,93 mmet les femelles de 2,50 à 2,70 mm.

## Systématique et taxinomie
Cette espèce a été décrite par Lessert en 1923.

## Publication originale
- Lessert, 1923 : « Araignées du sud de l'Afrique. » Revue suisse de Zoologie, vol. 30, p. 161-212 (texte intégral).